# سولفیزومیدین
سولفیزومیدین (به انگلیسی: Sulfisomidine) (INN)، یک ضدباکتری سولفانامیدی است که شباهت زیادی به سولفادیمیدین دارد.